# Sokoliwske
Sokoliwske (ukrainisch Соколівське; russisch Соколовское Sokolowskoje) ist ein Dorf in der ukrainischen Oblast Kirowohrad mit etwa 2600 Einwohnern.

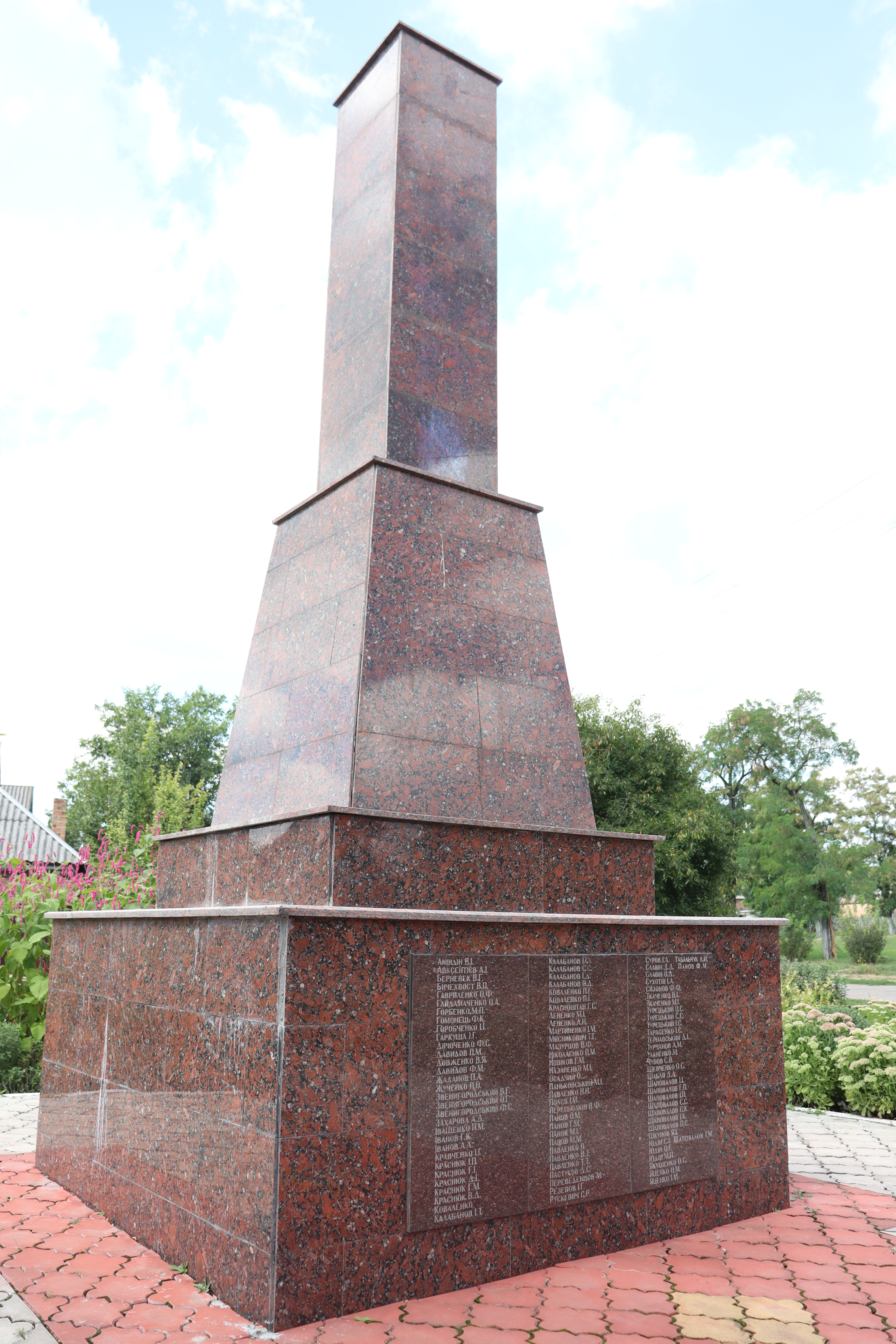
Denkmal im Ort

Die Ortschaft liegt am Ufer der Suhokleja (Сугоклея), einem rechten Nebenfluss des Inhul, 8 km südwestlich vom Zentrum der Rajon- und Oblasthauptstadt Kropywnyzkyj.

## Verwaltungsgliederung
Am 18. August 2016 wurde das Dorf zum Zentrum der neugegründeten Landgemeinde Sokoliwske (Соколівська сільська громада/Sokoliwska silska hromada). Zu dieser zählten die 12 Dörfer Beswodnja, Darjiwka, Hannynske, Iwaniwka, Karliwka, Lypowe, Nasariwka, Nowa Pawliwka, Nowopetriwka, Oleniwka, Sokoliwske, Tschernjachiwka und Wyschnjakiwka, bis dahin bildete es zusammen mit den Dörfern Lypowe, Nowa Pawliwka, Nowopetriwka und Tschernjachiwka die gleichnamige Landratsgemeinde Sokoliwske (Соколівська сільська рада/Sokoliwska silska rada) im Zentrum des Rajons Kropywnyzkyj.
Am 12. Juni 2020 kamen noch 8 weitere in der untenstehenden Tabelle aufgelistete Dörfer sowie die Ansiedlung Schostakiwka zum Gemeindegebiet.
Folgende Orte sind neben dem Hauptort Sokoliwske Teil der Gemeinde:
| Name                     | Name              | Name                                   |
| ukrainisch transkribiert | ukrainisch        | russisch                               |
| ------------------------ | ----------------- | -------------------------------------- |
| Beswodnja                | Безводня          | Безводня                               |
| Darjiwka                 | Дар’ївка          | Дарьевка (Darjewka)                    |
| Dymyne                   | Димине            | Дымино (Dymino)                        |
| Hannynske                | Ганнинське        | Аннинское (Anninskoje)                 |
| Iwaniwka                 | Іванівка          | Ивановка (Iwanowka)                    |
| Iwano-Blahodatne         | Івано-Благодатне  | Ивано-Благодатное (Iwano-Blagodatnoje) |
| Karliwka                 | Карлівка          | Карловка (Karlowka)                    |
| Korljuhiwka              | Корлюгівка        | Корлюговка (Korljugowka)               |
| Lypowe                   | Липове            | Липовое (Lipowoje)                     |
| Mykolajiwka              | Миколаївка        | Николаевка (Nikolajewka)               |
| Nasariwka                | Назарівка         | Назаровка (Nasarowka)                  |
| Nowa Pawliwka            | Нова Павлівка     | Новая Павловка (Nowaja Pawlowka)       |
| Nowopetriwka             | Новопетрівка      | Новопетровка (Nowopetrowka)            |
| Oleniwka                 | Оленівка          | Оленовка (Olenowka)                    |
| Oleno-Kossohoriwka       | Олено-Косогорівка | Олено-Косогоровка (Oleno-Kossogorowka) |
| Schewtschenkowe          | Шевченкове        | Шевченково (Schewtschenkowo)           |
| Schostakiwka             | Шостаківка        | Шестаковка (Schestakowka)              |
| Tschernjachiwka          | Черняхівка        | Черняховка (Tschernjachowka)           |
| Ukrajinka                | Українка          | Украинка (Ukrainka)                    |
| Wilne                    | Вільне            | Вольное (Wolnoje)                      |
| Wyschnjakiwka            | Вишняківка        | Вишняковка (Wischnjakowka)             |